# Argot normalien
L’argot normalien est un argot propre aux élèves de l'École normale supérieure de la rue d'Ulm.
Il s'est développé depuis l'installation de l’École au 45, rue d’Ulm (Paris 5e) en 1847.

## Vocabulaire

### Termes en usage
Agrégatifélève préparant le concours de l'agrégation. De nombreux élèves préparent ce concours pendant leur scolarité à l'ENS.
A-UlmNom abrégé de l'Association des élèves, anciens élèves et amis de l'École normale supérieure.
AquariumHall du rez-de-chaussée du 45, rue d'Ulm. Date de l'époque où se trouvait dans ce hall d'entrée une sorte de guérite vitrée dans laquelle se tenait le concierge, qui apparaissait aux élèves comme un poisson dans son aquarium. Une loge a été réinstallée à cet endroit en 2016.
ArchicubeAncien élève. Date de l'époque où les études à l'École duraient trois ans. Après avoir été cubes et avoir passé l'agrégation, les normaliens devenaient « archi »-cubes, mais n'étaient plus élèves. La revue de l'A-Ulm (voir ce mot) s'appelle L'Archicube.
BOcalJournal d'actualités des élèves de l'ENS, publié par le Comité d'organisation des fêtes (COF) depuis juillet 1990, toutes les deux semaines puis toutes les semaines,.
Bureau des ArtsLe Bureau des Arts, composé de six personnes, s'occupe des activités culturelles de l'ENS (organisation des tirages au sort, des voyages, des visites culturelles, du festival artistique des Quarante Huit Heures des arts…).
CaciqueÉlève reçu premier au concours d'entrée. Par extension, le premier au concours de l'agrégation.
CaïmanAgrégé-répétiteur. Origine douteuse. Pierre Jeannin, dans son livre d'or sur l'École, paru en 1963, fait remonter son apparition à 1851, alors en référence à un surveillant, « simple régent de collège de province […] qui reçut ce nom à cause de sa ressemblance plus ou moins éloignée avec ce hideux animal. » Gaston Bachelard utilise le terme dans une lettre à une amie, le 5 novembre 1950, à propos de Suzanne, sa fille, qui vient d'être nommée à Sèvres agrégée-répétitrice : « comme caïman suivant le mot employé dans les écoles de la rue d'Ulm ».
CanularPlaisanterie, généralement organisée en groupe, visant à un effet de surprise (en principe agréable) pour les personnes auxquelles elle s'adresse, mais amusant généralement surtout pour ses auteurs. Ce mot, passé dans le français courant, vient de canularium, mot forgé par les élèves de l'École au XIXe siècle, et désignant alors le bizutage. Le canularium était antérieurement réservé à la lecture solennelle des notes trimestrielles par la direction (cf. Pierre Jeannin). Les premières attestations du mot français semblent remonter aux années 1910.
COFComité d'organisation des fêtes, bureau exécutif de l'association des élèves, élu chaque semestre.
ConscritÉlève de première année.
Cour aux ErnestsCour centrale du bâtiment situé 45, rue d'Ulm. Abréviation courante : Courô.
DG (délégation générale)Institution composée de quatre élèves élus chaque année dont le rôle consiste essentiellement à s'occuper du thurnage.
ErnestsPoissons rouges vivant dans le bassin situé au centre de la cour aux Ernests. Dérivé par antonomase du (pré)nom du directeur Ernest Bersot, qui le premier les y aurait installés.
ErnestophoneFanfare de l'ENS.
Hômonerie
Cercle LGBT de l'ENS.
Hypocacique
Élève reçu second au concours d'entrée, voir cacique.
HypoconscritÉlève de khâgne ou de taupe, susceptible d'intégrer un jour l'École ; candidat au concours. Désigne aussi le gnouf, reçu au concours, avant le Mega.
Hypokhâgnepremière année de classe préparatoire, préparant à la khâgne.
Khâgneclasse préparatoire littéraire préparant le concours d'entrée d'une ENS.
Khâgneux ou khâgneuseélève de khâgne.
KalôSoirée à thème en K-Fêt organisée par les conscrits d'un département.
K-FêtBar de l'École, où peuvent se retrouver les élèves pour discuter autour d'une bière ou disputer une partie de flipper. Il est tenu par des élèves souvent désignés sous le terme générique de K-Fêteux.

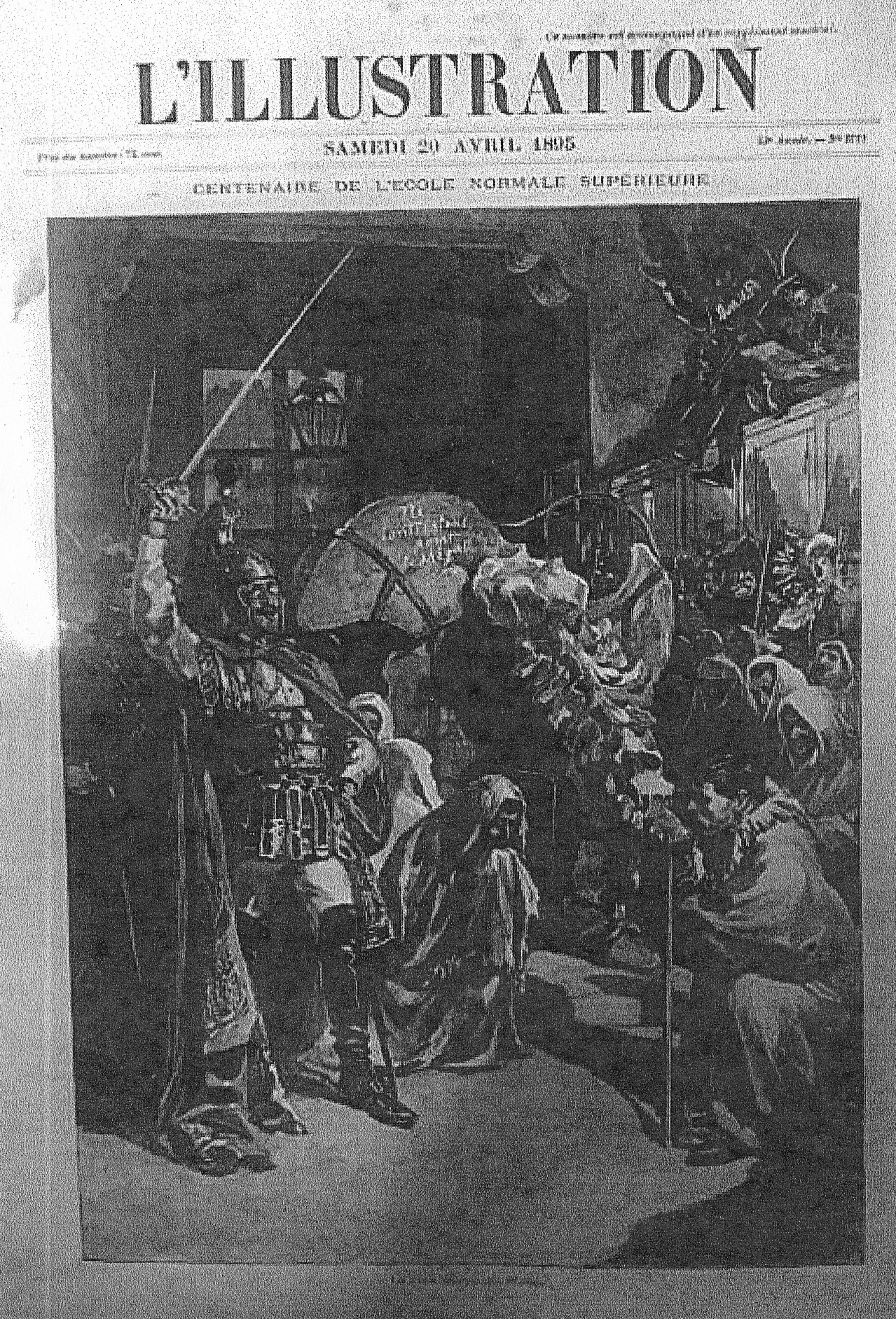
Couverture du journal L'Illustration en avril 1895 montrant le bizutage des nouveaux élèves de l’École normale supérieure, qui devaient vénérer le squelette de megatherium alors conservé dans la bibliothèque. L'usage est à l'origine du terme « méga ».

MegaWeek-end d'intégration des élèves de première année, quelques semaines après la rentrée. À l'origine, au XIXe siècle, nom d'un bizutage au cours duquel les nouveaux élèves devaient aller se prosterner devant un squelette de Megatherium conservé à la Bibliothèque des lettres,.
NuitLa Nuit de la rue d'Ulm, ou simplement « La Nuit », est le gala annuel de l'École. Il est organisé par le COF et se déroule généralement dans les locaux de l'École au mois de novembre.
Pot (ou pôt)Mot-valise servant à désigner tout ce qui se rapporte à la nourriture : le réfectoire de l'École, ce qu'on y mange, une place à table, etc. Au XIXe siècle, le mot désigne principalement la cantine. Poter, c'est manger ; le pot de Jourdan, c'est la cantine du campus Jourdan ; le petit-pot est le petit déjeuner pris au pot, et petitpoter signifie petit-déjeuner au pot, etc. Le terme petit-pot désigne également la cafétéria du 45, rue d'Ulm (par opposition au plus grand réfectoire, le pôt.)
Tala (ou thala)Élève catholique : les « Talas » sont ceux qui von- « -t à la » messe. Le « groupe tala » est présidé conjointement par les « princes (ou princesses) tala », au nombre de quatre ou 5. Selon Pierre Jeannin cependant, ce nom proviendrait du talapoin de Voltaire. Dans les années 1920, les « talas » s'affrontent dans des polémiques farouches aux « anti-talas », c'est-à-dire aux communistes.
TaloÉlève protestant. Id. Tala, sauf que les « talos » von- « -t à l'o- »ffice.
Taupeclasse préparatoire scientifique. Appelée ainsi à la fin du XIXe siècle par allusion à l'École des mines à laquelle elle prépare. S'est également appliqué ensuite aux classes préparatoires scientifiques préparant le concours d'entrée des ENS.
Taupinélève de classe préparatoire scientifique (voir Taupe),.
Théâtre de l'ArchicubeThéâtre des élèves et anciens élèves de l'École.
ThurneChambre d'élève. Dérivé : « thurnage », dispositif autogéré par les élèves pour la répartition des thurnes. Le mot préexiste à la création de l'ENS avec l'orthographe « turne » et désigne « une chambre sale et sans confort », mais dans l'argot de l'ENS il est orthographié « thurne ». Le Grand Robert de la langue française date cette acception de 1854 : « La variante plaisante thurne est utilisée dans le jargon de l'École normale supérieure, comme khagne pour cagne. »
Vieux conTout élève qui n'est plus en première année. Abréviation de Vieux conscrit.[réf. souhaitée]
Rincer le culExpression venant du cul sec dont l'usage a dérivé jusqu'à signifier offrir une bière (ou autre boisson alcoolisée) à un ami, peut être aussi utilisée de façon encore plus générale lorsqu'on fait plaisir à un ami.[réf. souhaitée]

### Termes désuets
Antitala ou patalaAnticlérical, opposé à tout ce qui est issu du catholicisme (voir Tala ci-dessus).
BonvoustTerme désignant tout ce qui a rapport à la chose militaire (hommes, lieux, et surtout anciennement la préparation militaire à laquelle étaient soumis les Normaliens). Antonomase du nom du premier instructeur militaire en chef des élèves de l'École, le capitaine adjudant-major Bonvoust, à partir de 1885.
CarréÉlève de deuxième année. Origine mathématicienne : le carré d'un nombre est sa puissance deux.
ClouDirecteur de l'École, dans les années 1880, car « Tout haut fonctionnaire ne vaut jamais un clou ».
Cot(h)urneÉlève avec qui on partage(ait) une turne (à l'époque où les turnes n'étaient pas individuelles). Pour le plaisir de l'homophonie avec le mot grec cothurne, qui n'a strictement rien à voir.
CubeÉlève de troisième année. Cf. carré : le cube d'un nombre est sa puissance trois.
Toutefois, le dérivé verbal « cuber » se dit de nos jours d'un élève de seconde année de classe préparatoire qui recommence « l'année des concours » pour retenter sa chance, faute d'avoir obtenu les écoles qu'il visait. Cela permet de faire la distinction avec le terme « redoubler », qui est plutôt associé à l'échec scolaire (l'élève fait ici un choix stratégique crucial entre poursuivre ses études là où il est admis, ou recommencer les concours en prenant le risque d'avoir des résultats égaux, voire inférieurs).
GoimardClandestin, personne profitant des services de l'École (thurne, pot, etc.) sans être élève (de l'École) ou ayant droit. Du nom de Jacques Goimard, qui, khâgneux en 1954-1955, avait pris pour habitude de s'inviter au Pot, alors en accès libre (il intégra en 1955).
SévrienneÉlève de l'École normale supérieure de jeunes filles, initialement installée à Sèvres, puis au 48, boulevard Jourdan, Paris (14e). Elle a fusionné avec Ulm en 1985.
TapirClient de cours particuliers donnés par un normalien.
TapiriserFait, pour un normalien, de donner des cours particuliers.